# F.W. Schiller

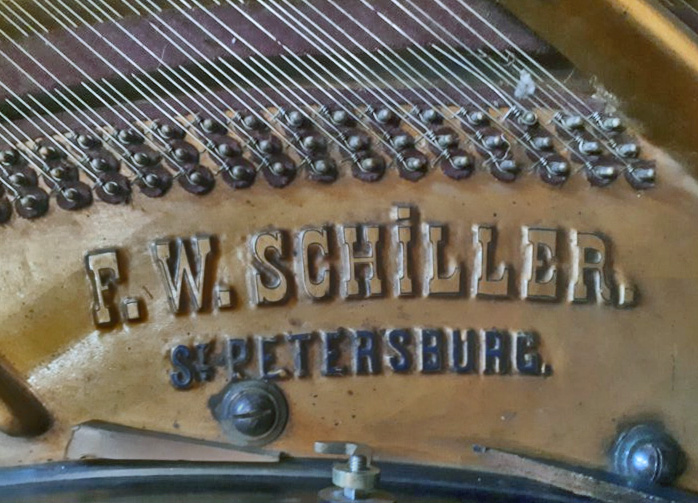
Rahmenmarke eines 140 Jahre alten Flügels von F.W. Schiller

Die Pianofortefabrik F.W. Schiller (russischer Herstellername auch Ф.В. Шиллер) in Sankt Petersburg war ein Hersteller von Konzertpianos und Flügeln.
F.W. Schiller war Hoflieferant des Zaren für Lehr- und Unterrichtsanstalten und Theaterhäuser.

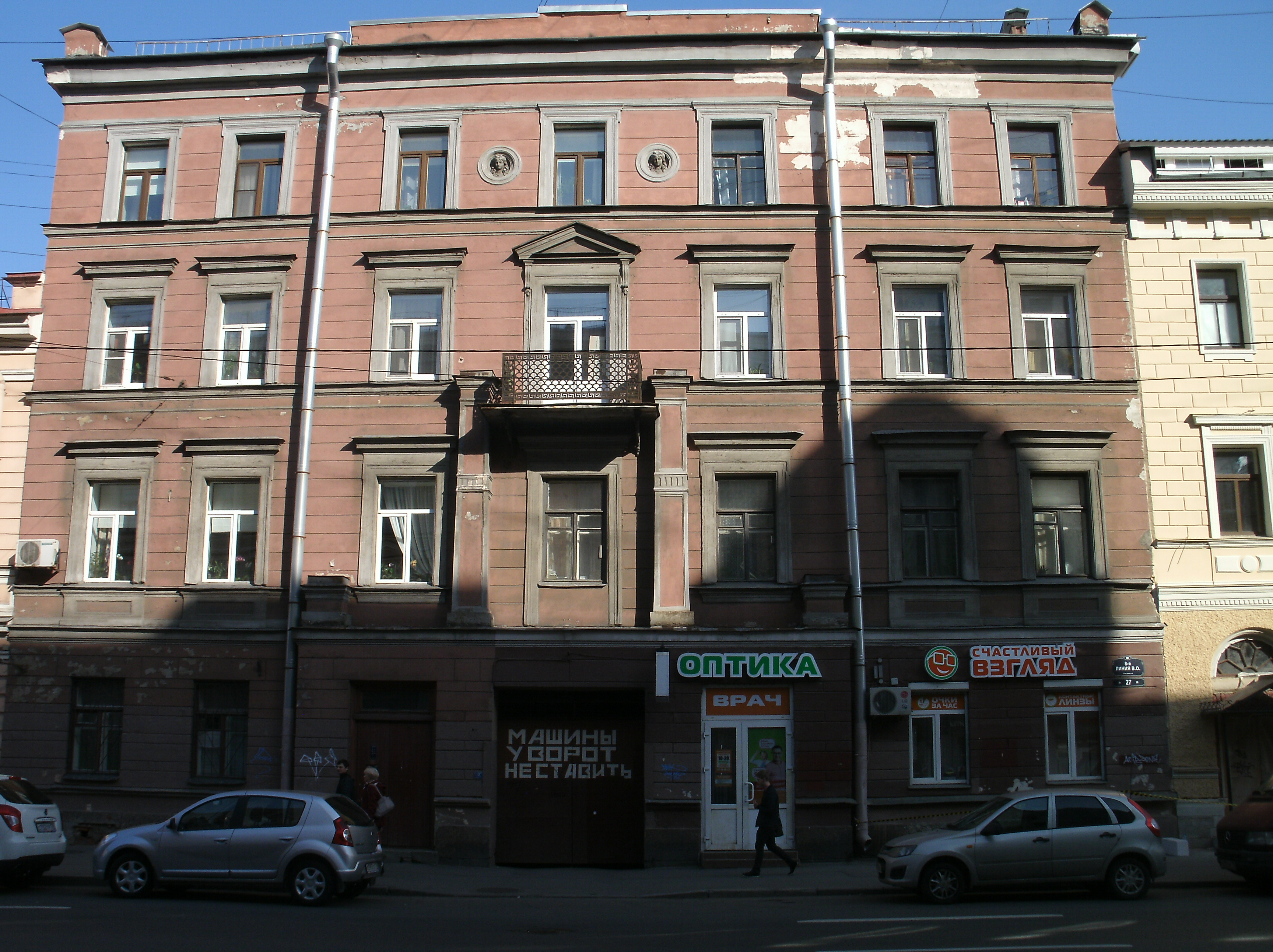
Ehemaliges Produktionsgebäude in Sankt Petersburg auf der Wassiljewski-Insel. Es trägt bis heute den Beinamen F.W.-Schiller-Haus (Дом Ф.В. Шиллера)

## Geschichte
Das Unternehmen wurde 1847 von Fjodor Wazilowich Schiller (dt. Friedrich Wilhelm Schiller, * 7. März 1819 in Rostock; † 29. Januar 1887 in Sankt Petersburg), einem Gesellen von Karl Wirth (Klavierbauer), gegründet. Nachdem Friedrich Wilhelm Schiller etwa zehn Jahre eigene Fabrikate im kleinen Rahmen produziert hatte, konnte er sich stark erweitern.
Im Jahr 1857 übernahm Schiller die Fabrikation vom verstorbenen Hermann Lichtenthal, dem Petersburger Klavierbaumeister, dessen Klaviere er bisher nur gehandelt hatte. Die Fabrik hatte zu der Zeit 60 Angestellte und besaß nun durch die Übernahme der Lichtenthal-Bauweisen auch einige Patente, insbesondere weniger störanfällige Pianos mit Eisen-Gussrahmen zu bauen. Hervorzuheben sind die Instrumente mit zwei Resonanzböden und Kreuzsaiten, die eine höhere Klangfülle erzeugten.
Unter den Sankt Petersburger Pianofortefabriken war F.W. Schiller mit 22000 Rubel Jahresumsatz 1861 der viertgrößte Produzent. Im übrigen Russland gab es nur vereinzelte Hersteller, die Dichte an Manufakturen kulminierte sich in Sankt Petersburg. Bevor die größten, später mit Dampfmaschinen ausgestatteten Fabriken von F.M.Schröder und J.Becker die Stückzahlen erhöhten, ihre Preise senkten und damit der Konkurrenzdruck stieg, war F.W. Schiller durch die Lichtenthal-Übernahme gleichauf mit dem umsatzstärksten Anbieter Becker auf dem russischen Markt.
Später wurde die Fabrik als Schiller & Beck weitergeführt, wobei Beck 1870 verstarb und durch Julius Werner übernommen wurde. Kurze Zeit später wurde das Unternehmen liquidiert. Die Klavierindustrie hatte zu der Zeit zwar eine gestiegene Nachfrage zu bewältigen, aber die politische Lage war geprägt von strengen Beschränkungen, vor allem ungelernte, einheimische, russische Arbeiter sollten ausländische Arbeiter in den Klavierfabriken ersetzen, was zu einem Rückgang der Produktivität und zum allgemeinen Schrumpfen des Petersburger Klavierbaus führte.
Auf dem Smolensker Friedhof in Sankt Petersburg befindet sich ein großer Grabstein von F.W. Schiller. Noch 1895 findet sich im Herstellerverzeichnis neben immerhin noch 19 weiteren Produktionsstätten die Adresse F.W. Schiller.
Obwohl das Unternehmen nur 35 Jahre Bestand hatte, haben die Instrumente bis heute überdauert. Die Klaviere werden bis heute noch mit der Handelsmarke restauriert, gepflegt und veräußert. F.W. Schiller war ein Unternehmen zahlreicher deutsch-baltischer Handwerker und Händler, die Klaviere und Flügel bauten und vertrieben, die für den russischen Markt gedacht waren, aber eben überwiegend keine Russen waren. Sie hatten die ersten praktikablen Bauformen für Klaviere und Tasteninstrumente aus Deutschland mitgebracht, wo erste Tasteninstrumente von beispielsweise Gottfried Silbermann bereits seit Jahrzehnten erfolgreich auf dem Markt waren und dort zahlreiche Manufakturen existierten.

## Rezeption
Noch heute finden sich die Flügel und Klaviere auf russischen Auktionen und Gebrauchtbörsen mit den lateinischen Schriftzügen und zeugen von einer Zeit, in der Sankt Petersburg sowohl russisch als auch ein Tor nach Europa war. F.W. Schiller war wie viele andere deutschstämmige Handwerker in der zweiten Zunft der Handwerker in Sankt Petersburg organisiert. Die Fabrik reihte sich in eine Reihe von sechzig ähnliche Pianofabriken und Manufakturen allein in Sankt Petersburg ein. Dazu sei erwähnt, dass die Statistik dieser Zahl auch jene Werkstätten mit einbezog, die nur Reparaturen an älteren Musikinstrumenten vornahmen und rein produzierende, innovative, relevante Unternehmen, beispielsweise im Jahr 1882 auf nur noch zwölf wie F.W. Schiller zu reduzieren sei.
Die deutschen Namen und auch die Zünfte verschwanden weder nach dem russischen Bürgerkrieg, noch fielen sie den Wellen der Russifizierung zum Opfer. Die Handelsmarke F.W. Schiller verschwand erst nach der Oktoberrevolution. Becker (Pianofortefabrik), Diederichs, Schröder oder Mühlbach sind andere Markennamen, die für Pianos aus Sankt Petersburg stehen und zum Teil heute wieder in Sankt Petersburg unter ihrem alten Namen produziert werden.
1861 gewann F.W. Schiller eine Silbermedaille für seine drei aus Rosenholzfurnier zur Schau gestellten Fortepianos auf der Messe in Warschau.

## Exponate in öffentlichen Sammlungen
- Am Institut für Tanz und Musik in Warschau befindet sich ein 1984 restauriertes Grand Piano von F.W. Schiller. Es ist spielbar und bis heute in Benutzung.[11][12]
- Ein großer Konzertflügel von F.W. Schiller befindet sich im neuen Schloss von Ostromecko, einem Museum, das die Sammlung von Andrzej Szwalbe für Musikinstrumente beherbergt[13][14]
- Ein großer restaurierter spielbarer Konzertflügel von F.W. Schiller befindet sich im Oravala gård, dem Gutshaus-Museum von Oravala in Finnland.[15]
- Im Museum für Lydia Koidula in Pärnu in Estland befindet sich ein großes Piano von F.W. Schiller.[16]
- Ein Konzertflügel von F.W. Schiller befindet sich im Kunstmuseum „Балаковская художественная галерея“ in Balakowo.[17]